# ダイエットコンシェルジュ
DIET CONCIERGE（ダイエットコンシェルジュ）は、日本のパーソナルトレーニングジムの総合情報サイト。パーソナルトレーニングジム検索機能とフィットネスやダイエットに関するブログなどを掲載するウェブサイトとして、2016年1月サービス開始。アイビーフィットネス株式会社が運営している。

## 概要
2006年5月にWEB制作会社として創業した株式会社レバレッジが、2016年1月にフィットネス系メディア「ダイエットジムコンシェルジュ」として立ち上げ、2017年11月に『DIET CONCIERGE（ダイエットコンシェルジュ）』としてリニューアルされた。2024年3月にアイビーフィットネス株式会社に事業譲渡。

## 主な監修者
主な監修者
- 山本義徳（アスレティックトレーナー・タレント）
- 谷けいじ（パーソナルトレーナー）
- 坂井雪乃（パーソナルトレーニング・モデル）
- とがわ愛（作家・イラストレーター）
- myunghae（モデル・アスレティックトレーナー）
- 原田光（パーソナルトレーナー）
- 田村宜丈（モデル）
- シェレン イースン 佑太（ボディビルダー）
- 蒲池悟郎（パーソナルトレーナー・ボディビルダー）
- 宮城島大樹（パーソナルトレーナー）
- 岡崎卓也（パーソナルトレーナー・野球選手）
- 伊勢 龍顕（パーソナルトレーナー）
- 都（パーソナルトレーナー・モデル）
- 鈴木昭寛（パーソナルトレーナー）
- 原島美波（パーソナルトレーナー）
- 大山大輔（パーソナルトレーナー・ボディビルダー）
- 柴崎拓実（パーソナルトレーナー・ボディビルダー）
- 村岡大樹（パーソナルトレーナー・ボディビルダー）
- 和田宏美（管理栄養士）